# Eurylophella iberica
Eurylophella iberica is een haft uit de familie Ephemerellidae. De wetenschappelijke naam van de soort is voor het eerst geldig gepubliceerd in 1978 door Keffermüller & Da-Terra.
De soort komt voor in het Palearctisch gebied.